# Trilogía: El rencuentro
Trilogía: El rencuentro es un álbum editado por el grupo chileno Los Jaivas en 1997, en donde celebran su reencuentro con el público chileno y la reincorporación de Mario Mutis a la formación de la banda, a través de la regrabación de algunos de sus temas conocidos, y arreglos de temas de otros grupos, realizados junto a una gran cantidad de músicos latinoamericanos. El disco está acreditado a «Los Jaivas y amigos».

## Historia
El proceso de redescubrimiento, reaprendizaje y reestructuración de Los Jaivas luego del fin de la vida en comunidad en Europa, la muerte del baterista Gabriel Parra, el advenimiento de su hija Juanita a la banda y el retorno a Chile y la interacción con músicos chilenos y latinoamericanos tiene como resultado este disco, que surge formalmente cuando Los Jaivas vuelven a grabar (por tercera vez en su carrera: la segunda vez había sido para el disco Aconcagua, en sus ediciones extranjeras) su ya clásico tema «Todos juntos», para ser utilizado como himno oficial de la Cumbre Iberoamericana de Presidentes de 1996, efectuada en Chile. Esta regrabación incluyó a artistas como Javiera y Colombina Parra, Illapu, Congreso, Joe Vasconcellos y Los Tres, entre otros, e impulsó al grupo a continuar por la senda de las colaboraciones con otros músicos para obtener nuevas versiones de viejos temas.
Se presume que el término trilogía incluido en el título marcaba el terreno para posibles secuelas de este disco, las que no se han concretado hasta la fecha.

## Contenido
El disco contiene una sola canción grabada íntegramente por los miembros del grupo sin invitados, la cueca peruana «Cholito pantalón blanco», de Luis Abanto Morales, que había sido versionada en múltiples ocasiones por Los Jaivas en sus conciertos, pero por primera vez recibió tratamiento formal en estudio de grabación. Se incluyen nuevas versiones de cinco temas («Mira niñita», «Indio hermano», «Guajira cósmica», «Un mar de gente» y «Todos juntos»); dos con Manduka (del disco que grabaron juntos, Los sueños de América de 1974, «La centinela» y «Date una vuelta en el aire»); y uno de Violeta Parra, ya incluido en el disco Obras de Violeta Parra (1984), «Run Run se fue pa'l Norte». Además, el grupo grabó versiones propias de «Valparaíso», tema original de Osvaldo «Gitano» Rodríguez; «Los momentos», de Eduardo Gatti; y «Atacama», de su exintegrante Pájaro Canzani.

## Datos

### Lista de canciones
Intérpretes y arregladores de todos los temas Los Jaivas, excepto donde se indique:
1. «Cholito pantalón blanco» (Luis Abanto Morales) – 4:59
2. «Mira niñita» (Los Jaivas) – 6:24 
  - Intérpretes: Los Jaivas, Los Tres
  - Arreglos: Los Jaivas, Los Tres
  - Original del disco La Ventana (1972)
    - Músicos invitados: Álvaro Henríquez (guitarra de 12 cuerdas, guitarra folk); Ángel Parra (guitarra eléctrica); Roberto Lindl (contrabajo); Francisco Molina (timbales cromáticos, platillos)
    - Voz: Gato Alquinta, Álvaro Henríquez
3. «Indio hermano» (Los Jaivas) – 5:58 
  - Intérpretes: Los Jaivas, León Gieco
  - Original del sencillo Indio hermano-Corre que te pillo (1973)
    - Músicos invitados: León Gieco (armónica)
    - Voz: Gato Alquinta, León Gieco
4. «Los momentos» (Eduardo Gatti) – 3:30 
  - Intérpretes: Los Jaivas, Eduardo Gatti
  - Arreglos: Eduardo Gatti, Pedro Greene, Pierre Del Herbe, Los Jaivas
  - Original de Los Blops
    - Músicos invitados: Eduardo Gatti (voz tarareada, guitarra eléctrica); Pedro Greene (batería); Pierre Del Herbe (guitarra eléctrica, melódica, crunch); Pájaro Canzani (pandereta, coros); Leo García (coros)
    - Voz: Gato Alquinta
5. «Guajira cósmica» (Los Jaivas) – 6:10 
  - Original del disco El Indio (1975)
    - Músicos invitados: Eloy Alquinta (saxo alto); Matías Lara (tumbadoras, conga, quinto); Claudio Ortúzar (bongó); Juan Pablo Bosco (timbales, platillos); Jorge Yáñez, Leo Yáñez, Miguel Barriga, Aurora Alquinta, Claudio Araya (coros)
    - Voz: Gato Alquinta
6. «La centinela» (Manduka, Los Jaivas) – 5:03 
  - Intérpretes: Los Jaivas, Illapu
  - Arreglos: Illapu
  - Original del disco Los Sueños de América (1974)
    - Músicos invitados: Roberto Márquez (guitarra acústica, cuatro, charango, tiple); José Miguel Márquez (quena, quenacho); Eric Maluenda (zampoña, ocarina); Luis Galdames (flauta traversa, zampoña); Sergio Roa (tumbadoras)
    - Voz: Gato Alquinta, Roberto Márquez, José Miguel Márquez, Andrés Márquez, Eric Maluenda
7. «Atacama» (Pájaro Canzani) – 4:51 
  - Arreglos: Pájaro Canzani
    - Músico invitado: Pájaro Canzani (guitarra eléctrica, bajo, pandereta, segunda voz)
    - Voz: Gato Alquinta
8. «Run Run se fue pa'l Norte» (Violeta Parra) – 6:56 
  - Intérpretes: Los Jaivas, Isabel, Javiera y Tita Parra
  - Original de Violeta Parra, versionada por Los Jaivas en Obras de Violeta Parra (1984)
  - Arreglos: Tita Parra, Los Jaivas
    - Músico invitado: Tita Parra (guitarra acústica)
    - Voz: Javiera Parra, Isabel Parra
9. «Valparaíso» (Osvaldo Rodríguez) – 3:57 
  - Intérpretes: Los Jaivas, Congreso
  - Arreglos: Congreso, Los Jaivas
    - Músicos invitados: Sergio 'Tilo' González (batería); Hugo Pirovic (viola da gamba, coros)
    - Voz: Francisco Sazo, Gato Alquinta
10. «Date una vuelta en el aire» (Manduka, Los Jaivas) – 6:06 
  - Arreglos: Los Jaivas, Florcita Motuda, Pablo Ugarte
  - Original del disco Los sueños de América (1974)
    - Músicos invitados: Florcita Motuda (coros, animación, risas, palmas, vasos, trutrucola, tormento); Pablo Ugarte (coros, risas, palmas, vasos)
    - Coro femenino: Carmen, Luna Díaz, María Ignacia Edwards
    - Voz: Gato Alquinta, Juanita Parra, Florcita Motuda, Pablo Ugarte
11. «Un mar de gente» (Los Jaivas) – 3:53 
  - Original del disco El Indio (1975)
    - Músicos invitados: Matías Lara (tumbadoras, conga); Claudio Ortúzar (bongó); Claudio Araya (charango, maracas); Pájaro Canzani (segunda voz)
    - Coro multitudinario: Matías Lara, Claudio Ortúzar, María Paz Maturana, Jorge Yáñez, Leo Yáñez, Eloy Alquinta, Roberto Márquez, José Miguel Márquez, Andrés Márquez, Eric Maluenda, Carlos Elgueta, Luis Galdames, Juan Pablo Bosco, Miguel Barriga, Claudio Araya, Juanita Parra, Gato Alquinta, Mario Mutis, Eduardo Parra, Claudio Parra, Isabel Parra, Tita Parra, Eduardo Gatti, Pájaro Canzani, Fernando Flores, Julio Numhausser, Leo García, Dominique Strabach, Daniel Balladares
    - Voz: Gato Alquinta
12. «Todos juntos» (Los Jaivas) – 4:54 
  - Original de un sencillo de 1972 y del álbum La ventana
    - Músicos invitados: Eric Maluenda (zampoña); Roberto Márquez (zampoña); Luis Galdames (saxo soprano, quena); Joe Vasconcellos (tumbadoras, bongó)
    - Voz: Javiera Parra, Colombina Parra, Francisco Sazo, Eric Maluenda, Roberto Márquez, Gato Alquinta
13. «El coro de Un mar de gente»
  - Extractos sonoros de varios temas del disco

### Los Jaivas
- Gato Alquinta: voz, guitarra eléctrica Gibson Les Paul Nighthawk, guitarra acústica, flauta dulce, quena, zampoña, piccolo, trutruca, quinto, cascahuillas, palmas, animación, coros
- Claudio Parra: piano, sintetizador Yamaha DX7, Roland D70, Korg 01WFD, acordeón, güiro, tamborileo, palmas, coros
- Eduardo Parra: sintetizador Korg 01WFD, Roland D70, Yamaha DX7, piano, bombo legüero, pandereta, castañuelas, quinto, palmas, coros
- Juanita Parra: batería, kultrum, bombo legüero, caja, maracas, tamborileo, palmas, voz, coros
- Mario Mutis: bajo Rickenbaker 4001, guitarra eléctrica, animaciones, voz, coros
- Fernando Flores: charango, bajo, güiro, maracas, cencerro, clave y coros en «Mira niñita», «Indio hermano», «Guajira cósmica», «Run Run se fue pa'l Norte», «Un mar de gente» y «Todos juntos»

## Compilaciones
«Un mar de gente» fue agregado a Obras Cumbres (2002), mientras que la versión aquí incluida de «Date una vuelta en el aire» es la que aparece en En el bar-restaurant 'Lo que nunca se supo' (2000). De todos los temas del disco, «Valparaíso» es el que tiene una mayor participación en los conciertos del grupo.